# حصاية (إب)

تعديل مصدري - تعديل

حصاية هي إحدى قرى عزلة بني مدسم بمديرية إب التابعة لمحافظة إب، بلغ تعداد سكانها 687 نسمة حسب تعداد اليمن لعام 2004.